# جوديث كوان
جوديث كوان هي كاتِبة ومترجمة كندية، ولدت في القرن العشرين في سيدني ‏ في كندا.